# Fanny Adams
Fanny Adams (30 de abril de 1859-24 de agosto de 1867) fue una niña inglesa asesinada por Frederick Baker en Alton, Hampshire (Reino Unido). El crimen fue tan brutal que causó conmoción a nivel nacional. Fanny fue secuestrada por Baker y conducida a un campo de lúpulo cerca de su casa, donde fue asesinada, desmembrada y eviscerada (algunas partes del cuerpo nunca fueron encontradas). Según las investigaciones en el crimen se emplearon dos cuchillos pequeños, aunque posteriormente se argumentaría que ambos utensilios habrían sido insuficientes para cometer el asesinato y que, por lo tanto, se tuvo que hacer uso de otra arma.
Con el fin de expresar falta de tiempo o inacción, en la milicia, en el comercio y en el ambiente de los vestuarios se empezó a emplear la frase «sweet Fanny Adams» («dulce Fanny Adams») desde al menos mediados del siglo xx con el fin de evitar el uso de palabras soeces. Sin embargo el origen de la expresión es más antiguo; «Fanny Adams» apareció a finales de la década de 1860 en la jerga naval para describir un nuevo tipo de carne enlatada de dudosa procedencia, en referencia con humor negro al cadáver descuartizado de la niña. Su uso se amplió para pasar a significar algo que se halla muy por debajo de los estándares establecidos y, posteriormente, se fusionaría con el improperio con el cual comparte sus letras iniciales («fuck all»; «que se jodan») para finalmente perder su significado. En la actualidad se utiliza también la expresión «sweet F.A.» («dulce F.A.»), que al igual que la expresión sin abreviar, «sweet fuck all» («que se jodan todos»), ya carece de cualquier significado preciso.

## Asesinato

### Contexto
Fanny Adams y su familia vivían en Tanhouse Lane, al norte de Alton, una ciudad de mercado ubicada en Hampshire, Inglaterra. El censo de 1861 muestra que Fanny residía con sus padres y cinco hermanos. Aparentemente la familia poseía raíces locales; George Adams y su esposa Ann, quienes se cree eran los abuelos de Fanny, vivían en la residencia contigua. El padre de Fanny, también llamado George Adams, trabajaba como obrero agrícola y contrajo matrimonio en 1850 con Harriet Mills, con quien tuvo siete hijos: Ellen (1852), George (1853), Walter (1856), Fanny (1859; bautizada el 31 de julio), Elizabeth (1862; conocida como Lizzie), Lily Ada (1866) y Minnie (1871). Fanny fue descrita como «una niña alta, gentil e inteligente»; al momento de su muerte aparentaba más edad de la que en realidad tenía (8 años) y era conocida en la localidad por su vivacidad y alegría. Su mejor amiga, Minnie Warner, tenía la misma edad que ella y vivía justo al lado. Alton era conocida por la producción de lúpulo, lo que se tradujo en la apertura de numerosas cervecerías en la ciudad, convirtiéndose la recolección de la planta en parte integral de la economía de la zona hasta mediados del siglo xx. En el extremo norte de Tanhouse Lane se hallan una pradera inundable y el río Wey, el cual suele desbordarse en época de fuertes lluvias; cuando se cometió el crimen se encontraba junto a la pradera un gran campo de lúpulo.

### Crimen
La tarde del 24 de agosto de 1867, Fanny, junto con su hermana Lizzie y su amiga Minnie, preguntó a su madre si podía ir hasta la pradera que había cerca de su casa. Harriet no puso ninguna objeción ya que pensó que mientras las niñas estuviesen fuera podría dedicarse a las labores del hogar. Fanny y los niños de la zona solían jugar en la pradera dada su proximidad con Tanhouse Lane y por el hecho de que ningún crimen violento había sucedido en Alton en todo el siglo. Cuando las pequeñas se adentraron en el campo de lúpulo rumbo a la pradera, ubicada a menos de 400 metros de la casa de Fanny, se encontraron con Frederick Baker, un pasante de 29 años. Baker se había mudado de su residencia en Guildford doce meses atrás para vivir en Alton, donde había conseguido un empleo como pasante del abogado Mr Clements, cuya oficina estaba situada en Alton High Street, frente al Swan Hotel, un hostal que solía frecuentar. Baker, quien en ese momento vestía una levita, pantalones de color claro y un sombrero de copa, dio a Minnie y a Lizzie tres medios peniques para que se los gastasen en dulces, entregando a Fanny dos medios peniques. Las niñas conocían a Baker puesto que lo habían visto varias veces en la iglesia, motivo por el que aceptaron el dinero que les ofreció. El hombre observó cómo las pequeñas subían y bajaban corriendo por The Hollow (un camino que conducía al cercano pueblo de Shalden) mientras jugaban y comían las moras que él había recolectado para ellas. Una hora después, cerca de las 13:30 horas, Lizzie y Minnie decidieron regresar a casa; Baker se acercó a Fanny y le pidió que lo acompañase a Shalden. La niña se negó, tras lo cual Baker se la llevó por la fuerza al cercano campo de lúpulo.
Lizzie y Minnie volvieron corriendo a Tanhouse Lane e informaron de lo ocurrido a Martha Warner, madre de Minnie. Martha no creyó la historia que las niñas le acababan de contar, por lo que ambas decidieron seguir jugando; no fue hasta las 17:00 horas que las dos regresaron a casa para cenar. Mrs Gardner, quien también vivía en Tanhouse Lane, notó la ausencia de Fanny y preguntó a las niñas dónde se encontraba; Lizzie y Minnie le contaron lo que había pasado. Mrs Gardner informó de inmediato a Harriet y junto con ella salió en busca de Fanny. Tras recorrer una corta distancia se encontraron con Baker cerca de un portón que separaba el campo de lúpulo de la pradera. De acuerdo con el Hampshire Chronicle, Mrs Gardner le preguntó qué le había hecho a la niña; Baker le respondió que con frecuencia daba dinero a los niños para que comprasen dulces, a lo que Mrs Gardner replicó amenazándole con dar aviso a la policía. Baker se limitó a decirle que hiciese lo que quisiese. Su cargo como pasante y su aspecto respetable inicialmente hicieron que las sospechas de las dos mujeres se desvaneciesen, regresando ambas a casa convencidas de que Fanny aún estaría jugando en uno de los campos cercanos a Tanhouse Lane.

### Descubrimiento
En algún momento entre las 19:00 y las 20:00 horas, Harriet, ante la falta de noticias de su hija, salió nuevamente en su busca acompañada por un grupo de vecinos. A medida que oscurecía, la gente empezó a indagar en The Hollow, sin éxito. En el cercano campo de lúpulo, el obrero Thomas Gates (veterano de la guerra de Crimea que participó en la famosa carga de la Brigada Ligera) descubrió la cabeza decapitada de Fanny clavada en dos postes de lúpulo mientras atendía los cultivos. Los ojos habían sido extraídos y una de las orejas amputada, con el rostro marcado por dos cortes desde la boca hasta las orejas y a lo largo de las sienes. Tras una búsqueda se encontraron los demás restos; al igual que la cabeza, los brazos y las piernas habían sido separados del torso. El lado izquierdo del pecho presentaba tres incisiones, mientras que un corte profundo en el brazo izquierdo dividía los músculos. El antebrazo fue seccionado a la altura de la articulación del codo, estando la pierna izquierda casi cortada en dos por la articulación de la cadera, con el pie izquierdo amputado a la altura del tobillo. El contenido de la pelvis y del pecho había sido retirado en su totalidad. El hígado presentaba cinco incisiones, mientras que el corazón también había sido acuchillado y la vagina estaba ausente. Por su parte, ambos ojos fueron encontrados en el río Wey.
Conmocionada, Harriet se desmayó mientras iba en busca de su esposo, quien se encontraba jugando al críquet en un campo conocido como The Butts, por lo que en su lugar se procedió a enviar un mensaje (también se afirma que Harriet se desmayó tras darle la noticia a su esposo).
 Cuando George tuvo conocimiento de los detalles del crimen regresó a casa, tomó su escopeta cargada y salió en busca del culpable, si bien los vecinos lo detuvieron, se sentaron con él y le hicieron compañía durante toda la noche. Al día siguiente cientos de personas acudieron al campo de lúpulo para ayudar a reunir los restos mortales de Fanny. La policía trató sin éxito de hallar el arma homicida (se sospechaba que se habían empleado cuchillos pequeños). Es altamente probable que la multitud pisase inadvertidamente cualquiera de las pruebas dejadas sobre la hierba, aunque se lograron juntar todos los trozos cortados de la ropa de Fanny, esparcidos por la zona, a excepción de su sombrero. La mayor parte de las extremidades fue recuperada ese mismo día, aunque un brazo, un pie y los intestinos no fueron hallados hasta la mañana siguiente (el esternón nunca apareció). Uno de los pies aún llevaba puesto un zapato, mientras que en una mano estaban todavía los dos medios peniques que Baker había entregado a Fanny. Los restos fueron llevados a la consulta del médico en Amery Street, a poca distancia de Tanhouse Lane, para una autopsia; esta consulta sería convertida posteriormente en una taberna, Ye Old Leathern Bottle (actualmente es una residencia privada). Una vez cosidos, los despojos fueron llevados por los oficiales de la Hampshire Constabulary a la comisaría de policía local. Además del cuerpo de Fanny, se entregó a la policía una piedra grande con restos de carne y cabellos adheridos la cual en principio fue considerada el arma del crimen (dicha piedra fue hallada por William Walker, un pintor local).

### Arresto de Frederick Baker

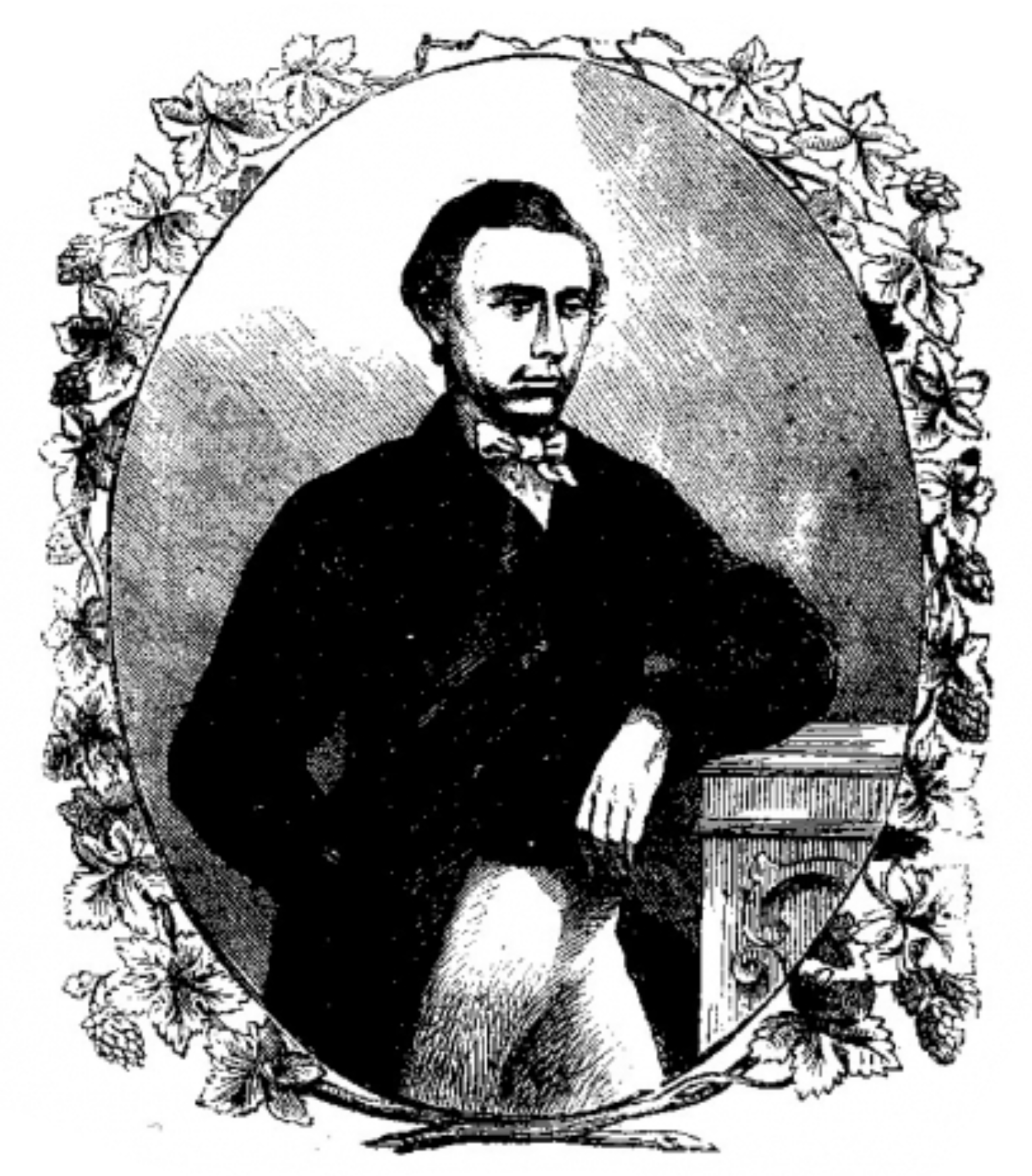
Retrato de Frederick Baker en The Illustrated Police News (1867).

La tarde del 25 de agosto el superintendente de policía William Cheyney se dirigió a toda prisa desde la comisaría a la pradera, donde se encontró con varias personas que lo llevaron a la consulta del médico. Una vez allí, el dueño del inmueble le entregó un paquete etiquetado como «porciones de una niña»; con ayuda de algunos de sus oficiales, Cheyney organizó una búsqueda para hallar los restos faltantes. Tras oír que Baker había sido visto con las niñas poco antes de la desaparición de Fanny, el superintendente se dirigió a su lugar de trabajo, a donde llegó a las 21:00 horas; encontró a Baker trabajando en la oficina, pese a que su jornada terminaba normalmente una hora antes. El hombre, informado de que era el único sospechoso, protestó clamando su inocencia, si bien Cheyney no tuvo más opción que arrestarlo; para entonces una turbamulta se había congregado a las puertas de la oficina, lo que obligó a la policía a sacar a Baker por la puerta trasera ante el temor de un linchamiento.
Tras ser registrado en la comisaría, se hallaron en posesión de Baker dos cuchillos pequeños limpios. Había restos de sangre en los puños de su camisa y sus pantalones habían sido mojados con el fin de ocultar manchas de sangre. Tras ser cuestionado al respecto, Baker afirmó que le gustaba caminar por el agua y, en lo relativo a la presencia de sangre, respondió: «Bueno, no veo un rasguño o corte en mis manos para explicar la sangre» (su conducta durante el interrogatorio fue descrita como fría y tranquila). En algún momento después del arresto, Cheyney regresó a la oficina y descubrió en el escritorio de Baker un diario entre varios documentos legales. La entrada correspondiente al 24 de agosto rezaba: «Killed a young girl. It was fine and hot» («Maté a una niña pequeña. Fue bueno y apasionante»). Un compañero de trabajo de Baker, Maurice Biddle, informó que mientras bebían en el Swan Hotel la tarde del día del crimen, Baker le contó que tal vez dejaría la ciudad; cuando Biddle le dijo que quizá tendría problemas para encontrar otro trabajo, Baker replicó: «Podría ir como carnicero».
El Hampshire Chronicle reportó que el campo de lúpulo había sido peinado el 21 de septiembre pero que no se había hallado nada relacionado con el asesinato, informando además de que Baker permanecía totalmente impasible ante el crimen, sin mostrar tampoco síntomas de locura o remordimiento. Se produjo gran confusión cuando el hombre afirmó que estaba ebrio al momento de ver a las niñas, si bien las pruebas y los testigos desmintieron este alegato, siendo Baker transferido a la prisión de Winchester el 19 de octubre.

## Investigación
Las subsecuentes investigaciones de la Hampshire Constabulary continuaron hasta octubre. Fue en ese entonces cuando un joven, cuyos padres vivían cerca de la familia Adams, se personó como testigo. El muchacho testificó haber visto a Baker emerger del campo de lúpulo hacia las 14:00 horas del 24 de agosto con las manos y la ropa empapadas de sangre. Baker se detuvo a la orilla del río y se secó tranquilamente con un pañuelo, tras lo cual guardó un pequeño cuchillo y otro objeto sin identificar en el bolsillo de su chaqueta. El joven informó rápidamente a su madre, quien no contó nada a nadie hasta que habló de ello en un pub dos meses después. La policía buscó por toda la zona durante dieciséis días, si bien no se halló ninguna otra arma. Cheyney solicitó de inmediato un examen forense a finales de octubre; todas las prendas de ropa recuperadas y los dos cuchillos de Baker hallados en su poder durante su arresto fueron enviados al profesor A.S. Taylor del Guy's Hospital, en Londres, donde se realizaban en aquel entonces los análisis más detallados. Tras examinar los objetos durante varias semanas, Taylor pudo confirmar que la sangre de los cuchillos era humana; uno de ellos contenía una pequeña cantidad de sangre coagulada, si bien el mango no estaba manchado. En un contrainterrogatorio, Taylor declaró que habría esperado hallar una mayor presencia de sangre en los cuchillos así como restos de óxido si hubiesen sido lavados. La cantidad de sangre encontrada era sorprendentemente pequeña, aunque Taylor afirmó que, en su opinión, una persona inexperta con un arma apropiada podría desmembrar un cuerpo en alrededor de media hora, con la sangre corriendo pero sin brotar del cuerpo. Un análisis de la ropa de Baker descubrió algunas pequeñas trazas de sangre diluida en varias zonas de su chaleco, pantalones y calcetines. Los puños de su camisa habían sido doblados hacia atrás y había sangre diluida en los pliegues. Por su parte, un examen de los restos de Fanny permitió constatar la ausencia de signos de violación.
El doctor Lewis Leslie, de Alton, consideró como la causa de la muerte más probable un fuerte golpe en la cabeza con una piedra. Leslie especuló que se tuvo que emplear un instrumento más largo que los cuchillos de Baker para desmembrar luego el cadáver, añadiendo que el proceso se llevó a cabo en menos de una hora. Los forenses indicaron que los cortes habían sido efectuados cuando el cuerpo aún estaba caliente y que Fanny no solo había sido cortada sino también acuchillada y hecha pedazos. El tiempo que llevó a Baker desmembrar el cuerpo en tantas partes muy posiblemente le dio la oportunidad de escoger su posición, por lo que no necesariamente tendría que haber acabado cubierto de sangre. El equipo de forenses de Londres concluyó que los cuchillos hallados en poder de Baker no pudieron haber sido los utilizados para cortar el cuerpo de Fanny, por lo que se tuvo que haber empleado otra arma. Entretanto, en la prisión de Winchester Baker al parecer se mostró comunicativo con los guardias y, sobre todo, con el capellán. Seguía insistiendo en que su conciencia estaba libre de remordimientos y se preguntaba quién sería el culpable, albergando la esperanza de que apareciese. Baker comía bien y dormía sin problema, lo cual contrastaba con su anterior estancia en la prisión de Alton, donde no lograba conciliar el sueño además de estremecerse al ver carne.

## Juicio
Las leyes inglesas de la época requerían que, en caso de muerte repentina, se llevase a cabo de inmediato una investigación bajo la jurisdicción de un coroner. En el caso de Fanny Adams, el coroner del condado Robert Harfield estuvo a cargo del proceso, el cual se desarrolló en el Dukes Head Inn (posteriormente renombrado como George), en Alton, el 27 de agosto de 1867. Cheyney asistió junto con el inspector Everitt, quien representaba a la Hampshire Constabulary. Casualmente, el pub donde se llevaron a cabo las pesquisas iniciales estaba muy cerca de la comisaría de policía, en la actualidad un parque de bomberos.
Según testigos, Baker abandonó su puesto de trabajo el día de los hechos poco después de las 13:00 horas, volviendo a las 15:25 y marchándose nuevamente para no regresar hasta las 17:30. A las 18:00 horas Biddle se encontró con él en la oficina; según su testimonio Baker parecía nervioso tras su encuentro con Mrs Gardiner y Harriet, afirmando lo siguiente: «Será muy incómodo para mí si la niña es asesinada» (es posible que Baker aprovechase su segunda salida para empezar o proseguir con las mutilaciones). La primera persona en aportar evidencias fue Minnie Warner, quien contó al jurado que Baker le había dado dinero para bajar corriendo por The Hollow con Fanny hacia un campo cercano mientras recolectaba moras para ellas. Fue incapaz de identificar a Baker pero describió correctamente la ropa que llevaba puesta cuando cometió el crimen. La siguiente en testificar fue Harriet, quien declaró haberse encontrado con Baker en el portón del campo de lúpulo y que el hombre iba en dirección a la carretera que conducía a Basingstoke; fue en ese entonces cuando Minnie lo identificó como el hombre que le había dado los «centavos». Baker no obstante la contradijo al responderle: «No, tres medios peniques». Cuando Harriet le pidió que le dijese su nombre, Baker se negó, aunque le informó en dónde podría encontrarlo. Mrs Gardner, quien había acompañado a Harriet en busca de Fanny, fue la siguiente en aportar pruebas; identificó a Baker y declaró al jurado que el hombre parecía muy tranquilo cuando se encontró con él. Tras preguntarle si había visto a la niña y por qué le había dado dinero, Mrs Gardner recomendó a Harriet entregarlo a la policía, argumentando lo siguiente: «La razón por la que hablo así es porque un anciano ha estado dando medios peniques a los niños sin ningún buen propósito, y pensé que tú eras de la misma clase». Nuevamente cuestionado sobre el paradero de Fanny, el hombre se limitó a decir que la había dejado jugando en el portón del campo. El coroner preguntó a Baker si quería un careo con la testigo, a lo que se negó. La investigación concluyó que Baker era el responsable del crimen, por lo que fue enviado a la prisión de Winchester.
El juicio tuvo lugar el 5 de diciembre. La defensa puso en duda la identificación de Minnie y afirmó que los cuchillos eran demasiado pequeños para haber desmembrado el cuerpo. A mayores la defensa alegó locura; el padre de Baker había sido un hombre violento, un primo había estado ingresado en un psiquiátrico, su hermana había muerto de encefalitis, y él mismo había intentado suicidarse tras una aventura amorosa. También se argumentó que la entrada del diario correspondiente al 24 de agosto era típica en casos de epilepsia o bien una «manera formal de entrada», declarando que la ausencia de una coma después de la palabra «killed» («maté») no constituía una confesión («killed», además de ser el tiempo pasado del verbo «matar», puede significar «delicado/a», por lo que una coma habría cambiado por completo el sentido de la frase).
El juez Mellor invitó al jurado a considerar un veredicto de no culpable por locura, si bien, tras quince minutos de deliberación, se emitió un veredicto de culpable. El 24 de diciembre, a las 8:00 horas, Baker fue ahorcado a las afueras de la prisión de Winchester. El crimen había alcanzado tanta notoriedad que la ejecución fue presenciada por 5000 personas (la mayor parte mujeres y niños), siendo este el último ajusticiamiento público llevado a cabo en la prisión. Antes de su muerte, Baker escribió a la familia Adams expresando su dolor por lo que había hecho «en una hora incauta» y buscando su perdón. Tras la ejecución se realizó una máscara mortuoria, exhibiéndose al año siguiente una figura de cera de Baker en la cámara de los horrores del Museo Madame Tussauds en Londres.

## Legado

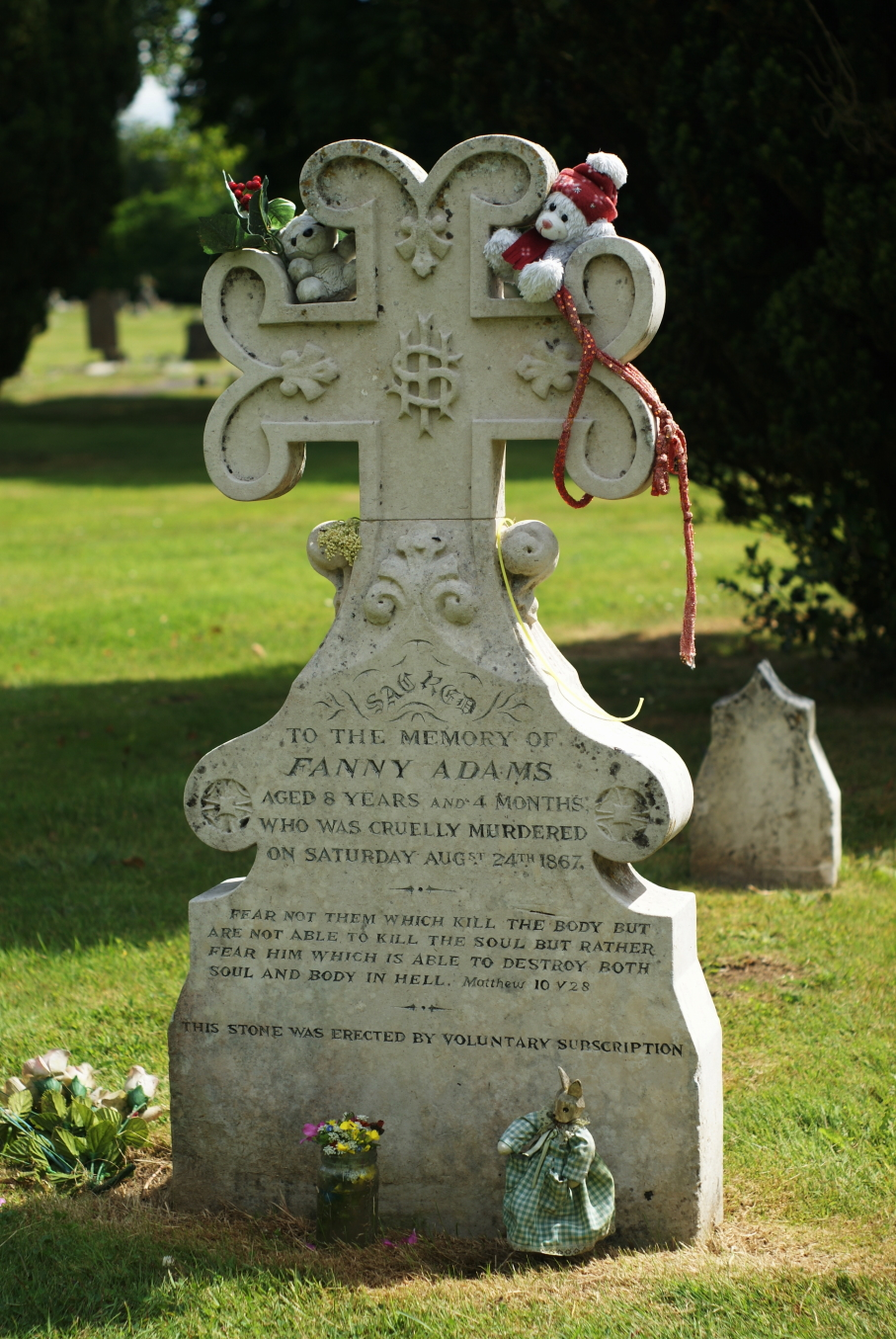
Tumba de Fanny Adams.

Fanny fue enterrada en el cementerio de Alton. En la lápida, erigida mediante suscripción popular, figura el siguiente epitafio: 

CONSAGRADO
A LA MEMORIA DE FANNY ADAMS
DE 8 AÑOS Y 4 MESES
QUIEN FUE CRUELMENTE ASESINADA
EL SÁBADO 24 DE AGOSTO DE 1867

NO TEMÁIS A AQUELLOS QUE PUEDEN MATAR EL CUERPO
PERO NO SON CAPACES DE MATAR EL ALMA SINO
TEMED A AQUEL QUE PUEDE DESTRUIR EL
CUERPO Y EL ALMA EN EL INFIERNO. Mateo 10 V 28

En 1869 se introdujo para los marineros ingleses un nuevo tipo de carne de cordero enlatada. Los hombres no se sintieron impresionados y sugirieron con sorna que eran los restos descuartizados de Fanny. «Fanny Adams» pasó a convertirse en parte de la jerga popular para referirse a la carne de cordero de baja calidad, al estofado, a la escasez de sobras y, posteriormente, a cualquier cosa carente de valor. Tanto las latas alargadas en las que se envasaba esta carne como las bandejas para servirse el rancho son conocidas aún en la actualidad como Fannys.
Para mediados del siglo xx, muchos hombres de las clases trabajadoras intentaron de cara a sus hijos y a las personas de clases sociales más elevadas que la expresión que a menudo empleaban, «sweet F.A.» («dulce F.A.»), pasase a ser «sweet Fanny Adams» («dulce Fanny Adams»), con el significado de total inacción o falta de tiempo, mientras que entre ellos siguieron utilizando esa expresión con el significado de «sweet fuck all» («que se jodan todos»), quedando estas palabras como un eufemismo para evitar pronunciar el improperio.